# Portchester Castle

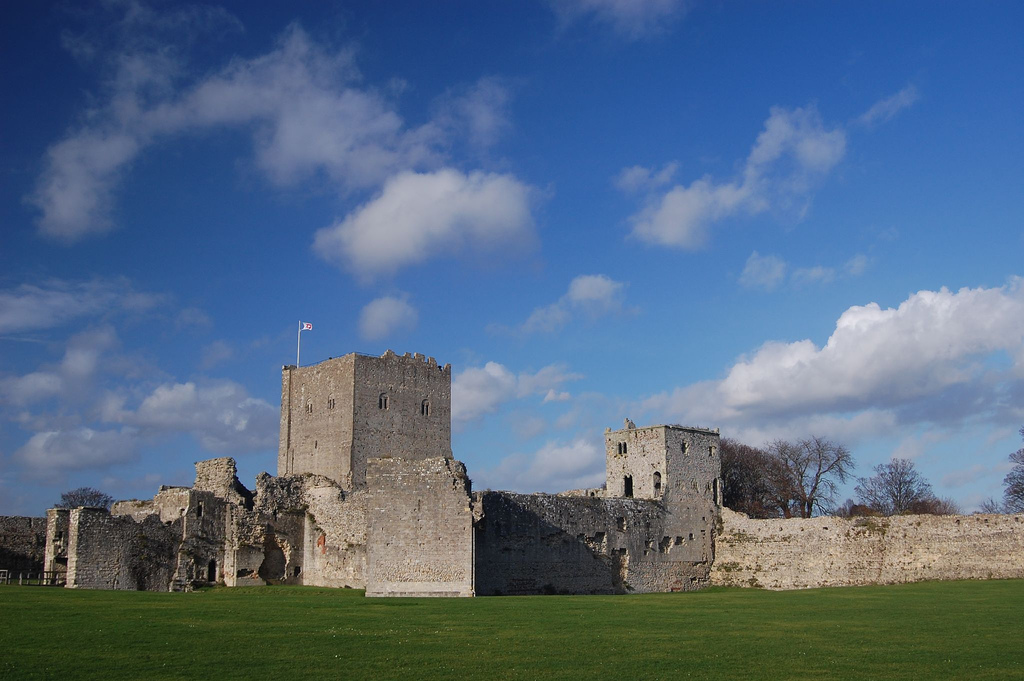
Kernburg von Portchester Castle

Portchester Castle ist eine mittelalterliche Burg, die in einem ehemaligen römischen Kastell in Portchester, östlich von Fareham in der englischen Grafschaft Hampshire integriert wurde.
Das Festungensemble liegt am Nordende des Hafens von Portsmouth. Die vermutlich gegen Ende des 11. Jahrhunderts entstandene Burg gehörte einem Baron und wurde 1154 unter königliche Kontrolle gestellt. Die Krone kontrollierte die Burg mehrere Jahrhunderte lang; sie war das bevorzugte Jagdschloss von König Johann Ohneland. Im Jahre 1216 wurde Portchester Castle von den Franzosen belagert und eingenommen, kehrte dann aber kurz darauf auf Dauer in englische Hände zurück.
Die Burg besitzt eine beherrschende Stellung am Ende des Hafens von Portsmouth und hatte im Mittelalter selbst einen eigenen, wichtigen Hafen. Von dort aus schifften sich Truppen unter der Führung englischer Könige für etliche Angriffe gegen Frankreich ein. Um sich gegen einen möglichen französischen Angriff im ersten Viertel des 14. Jahrhunderts zu wappnen, investierte Eduard II. £ 1100 in Reparaturen und Ausbau von Portchester Castle. Eine Verschwörung zum Sturz von Heinrich V. wurde entdeckt und die Verschwörer in Portchester Castle festgenommen. Dieses Ereignis kommt auch in William Shakespeares Drama Heinrich V. vor. Später wurde die Burg auch als Gefängnis genutzt.
Heute gilt Porchester Castle als Scheduled Monument und wurde von English Heritage als historisches Gebäude I. Grades gelistet. Seit dem 17. Jahrhundert gehört die Burg dem Southwick Estate, wird aber von English Heritage verwaltet und ist das ganze Jahr über öffentlich zugänglich. Die normannische Pfarrkirche St. Mary’s in der Südostecke des Anwesens gehört zur anglikanischen Diözese Portsmouth.

## Römisches Kastell und sächsischer Burh

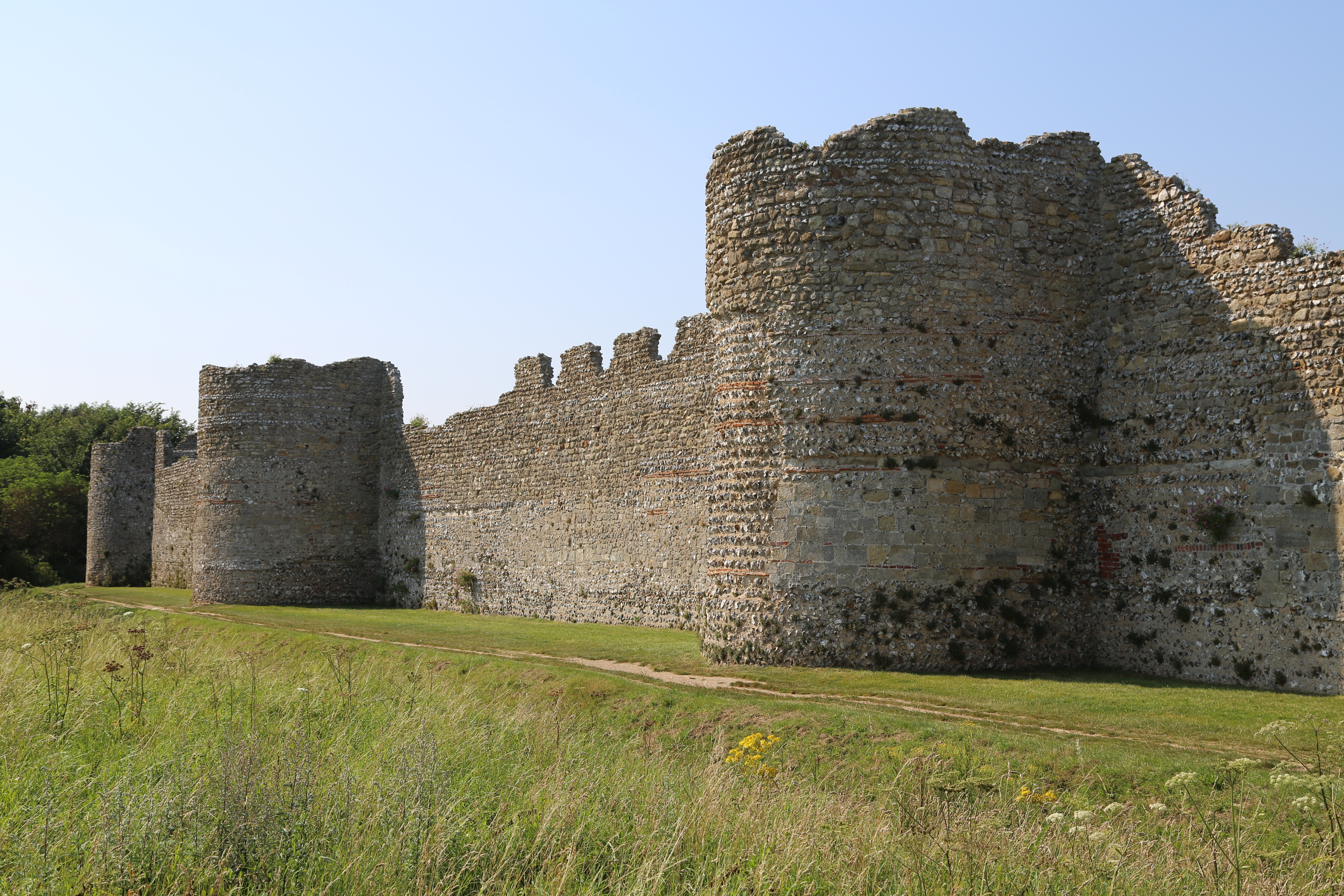
Die D-förmigen Türme sind typisch für ein römisches Kastell des 3. Jahrhunderts n. Chr. Die römischen Befestigungen wurden in die mittelalterliche Burg integriert.

Die strategische Bedeutung von Portchester erkannten die Römer spätestens im 3. Jahrhundert n. Chr., man weiß jedoch nicht genau, wann dieses Kastell entstand, schreibt es aber Marcus Aurelius Carausius zu, der es auf Geheiß von Kaiser Diokletian zwischen 285 und 290 errichten ließ. Es war Bestandteil der Festungskette an der Sachsenküste (Litus saxonicum) und diente zur Abwehr gegen germanische Plünderer und Einwanderer vom Festland. Portchester war vermutlich auch eine Basis der Classis Britannica, der römischen Flotte, die die Gewässer um Britannien sichern sollte. Es ist heute die am besten erhaltene römische Festung nördlich der Alpen. Zwar zogen die römischen Truppen Anfang des 5. Jahrhunderts aus Britannien ab, aber es ist unwahrscheinlich, dass das Kastell deswegen aufgegeben wurde. Seine Nutzung hatte danach lediglich einen wesentlich geringeren Umfang. Ein Hallengebäude und ein Turm aus dem 10. Jahrhundert wurden im Innenbereich entdeckt, wodurch man annimmt, dass es in der angelsächsischen Periode als Residenz für hochgestellte Persönlichkeiten diente. Im Jahre 904 kam Porchester unter die Herrschaft von König Eduard dem Älteren und das Kastell wurde zu einem Burh ausgebaut, der helfen sollte, die Insel gegen die Angriffe der Wikinger zu verteidigen.

## Mittelalterliche Burg und Palast

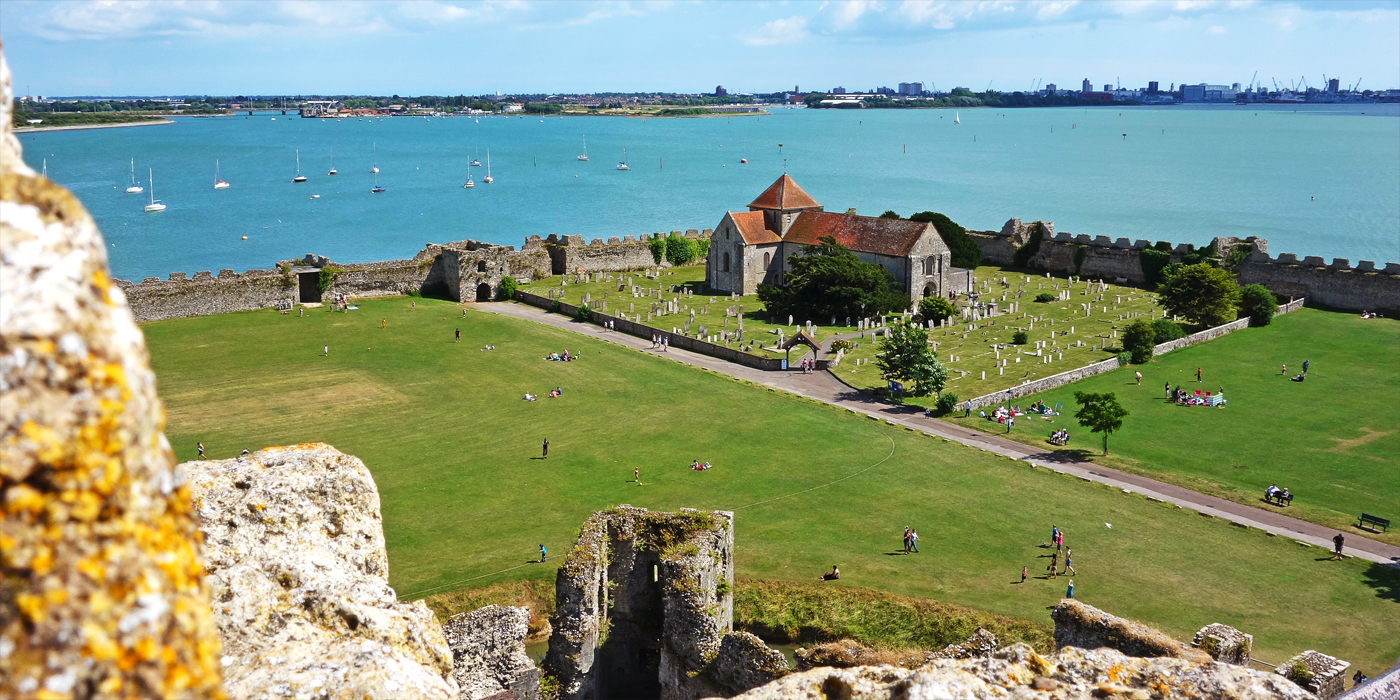
Die Vorburg von Portchester Castle mit der Kirche vom Donjon aus

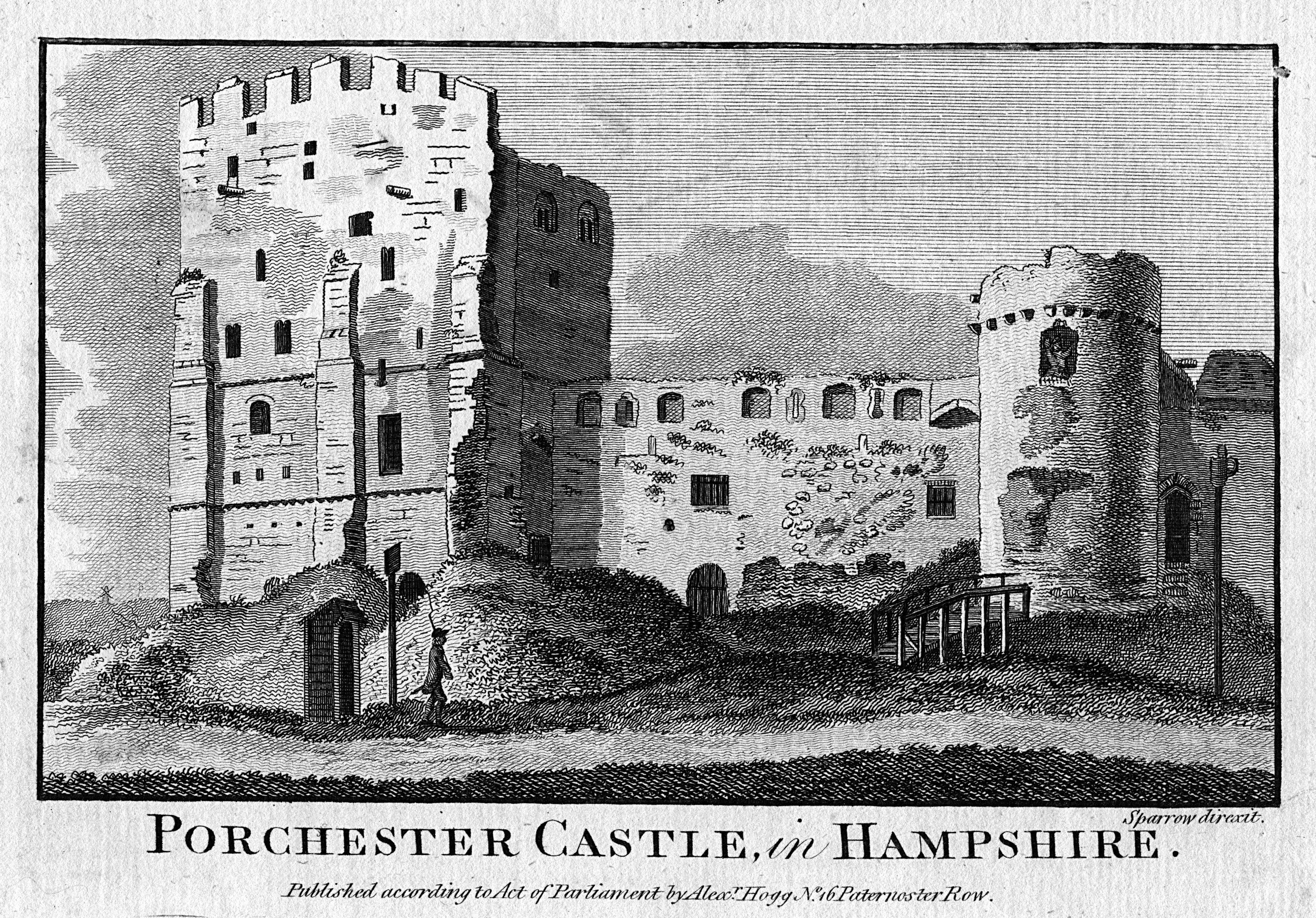
Blick auf Portchester Castle aus Picturesque Views of the Antiquities of England & Wales (1786)

Es ist nicht sicher, wann die Burg entstand, aber man nimmt an, es war Ende des 11. Jahrhunderts. Nach der normannischen Eroberung Englands wurde die Grundherrschaft von Porchester an William Maudit, einen Gefährten von Wilhelm dem Eroberer und mächtigem Magnaten, vergeben. Vermutlich war er es, der Portchester Castle bauen ließ. Auch die Form dieser frühen Burg ist nicht gesichert, aber Maudit wird die Schaffung der Kernburg in der Nordwestecke der Burg zugeschrieben. Damals bestanden die Befestigungen vermutlich aus einem hölzernen Palisadenzaum und einem Burggraben, wobei die alten Steinmauern des römischen Forts als Befestigung der Vorburg dienten. William Maudit starb um 1100 und seine Besitzungen fielen an seinen Sohn, Robert Maudit. Dieser starb 1120 und einige Jahre später kamen die Anwesen der Familie durch Heirat mit Robert Maudits Tochter in die Hände von William Pont de l’Arche. Zwar war die Burg damals noch nicht urkundlich erwähnt, wurde aber vermutlich bereits in Stein neu errichtet. Als Beweis hierfür kann gelten, dass das Mauerwerk der Burg dem der Pfarrkirche der Hl. Maria gleicht, die in den 1130er Jahren in der Vorburg gebaut wurde. Die Kirche wurde für augustinische Priorei geschaffen, die Pont de l’Arche 1128 innerhalb der Burgmauern gründete. Es waren weitere Gebäude für die Priorei geplant, aber davon blieben keine Spuren. Da die klösterliche Gemeinschaft zwischen 1147 und 1150 an ihren neuen Standort in Southwick umzog, wurden diese Gebäude vermutlich nie fertiggestellt.

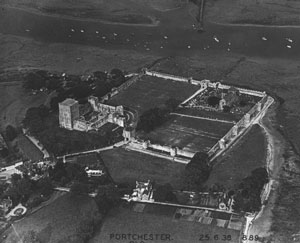
Luftbild von Porchester Castle (Juni 1938) von Major George Allen (1891–1940)

William Pont de l’Arche behielt Portchester Castle vermutlich bis zu seinem Tod 1148 und man weiß nicht, wer es dann geerbt hat. Es könnte an William Maudit, einen Nachfahren der Familie Maudit, gefallen sein oder auch an Henry Maudit, William de l’Arches Sohn. Die erste explizite Erwähnung datiert von 1153 und sagt aus, das Henry Plantagenet, der spätere englische König Heinrich II., die Burg Henry Maudit zu Lehen gab. Ungeachtet dessen nahm Heinrich Portchester Castle in Besitz, als er 1154 den Thron bestieg. Von da an blieb die Burg mehrere Jahrhunderte lang in den Händen der Krone. Aus der Zeit der Burg als königliche Festung sind mehr Aufzeichnungen erhalten als aus der vorhergehenden Periode. In den Pipe Rolls sind Details über Zustand und Struktur von Porchester Castle enthalten. Z. B. schließt man aus der Tatsache, dass über die gesamte Zeit in königlicher Hand nur kleine Summen für den Donjon investiert wurden, dass dieser größtenteils vollständig war, und für das Jahr 1183 zeigen diese Aufzeichnungen, dass es neben dem Donjon noch königliche Gemächer auf der Burg gab. Heinrich II. besuchte Porchester Castle regelmäßig und die Burg wird in seinem Disput mit Thomas Beckett erwähnt. Hier traf sich König Heinrich mit dem Bischof von Évreux, der sich für Thomas Beckett einsetzte. Die Burg diente auch als Gefängnis für wichtige Leute, wie z. B. den Earl of Leicester. Als der Sohn Heinrichs II. mit der Hilfe einiger führender Barone in der Revolte von 1173–1174 gegen seinen Vater rebellierte, wurde Porchester Castle kriegsfertig gemacht. Um die Burg verteidigen zu können, wurde sie mit Katapulten und einer Garnison unter der Leitung von 10 Rittern ausgestattet, eine Zahl die später auf 20 Ritter erhöht wurde.

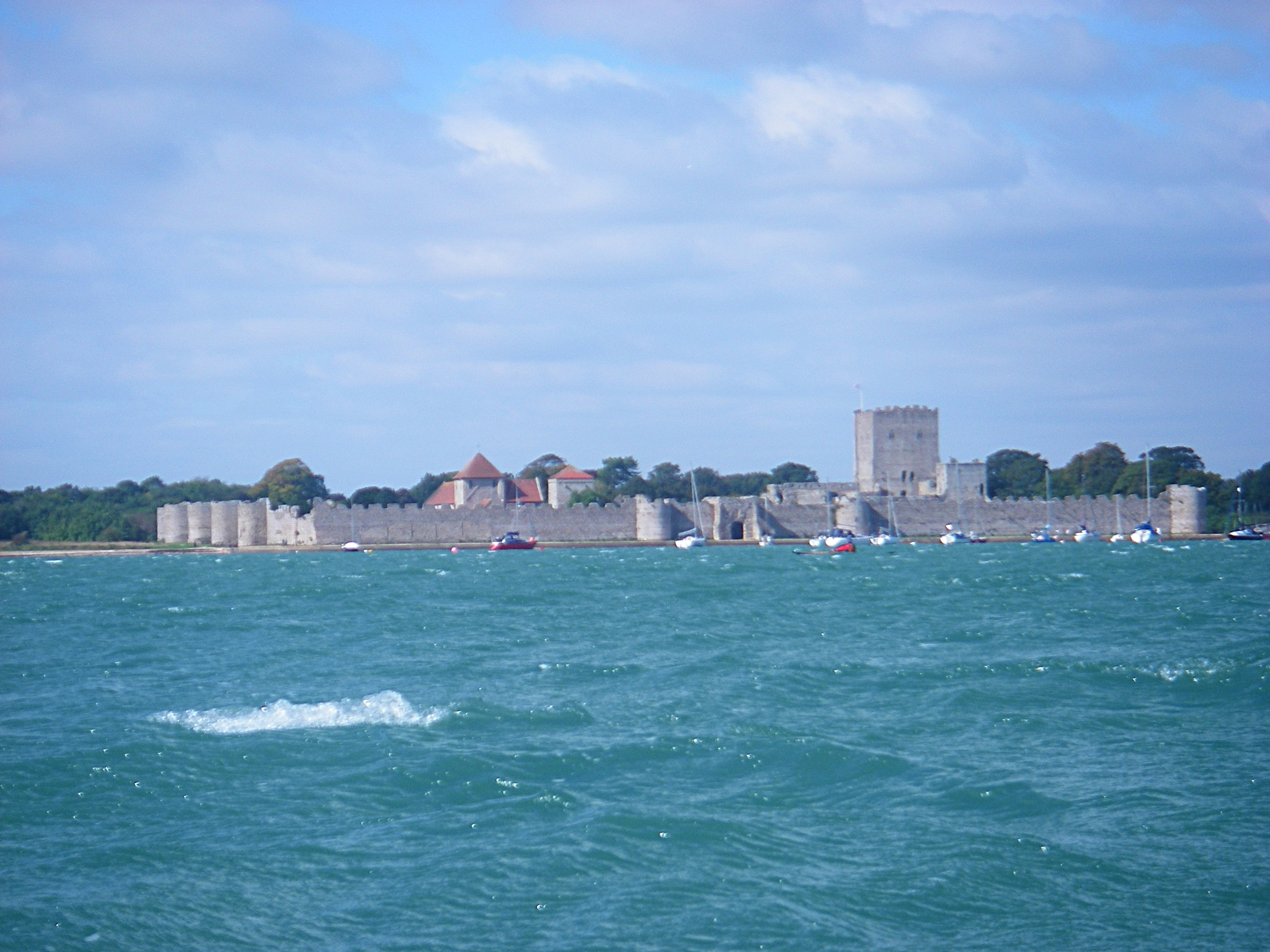
Von Portchester Castle aus zogen häufig militärische Expeditionen nach Frankreich.

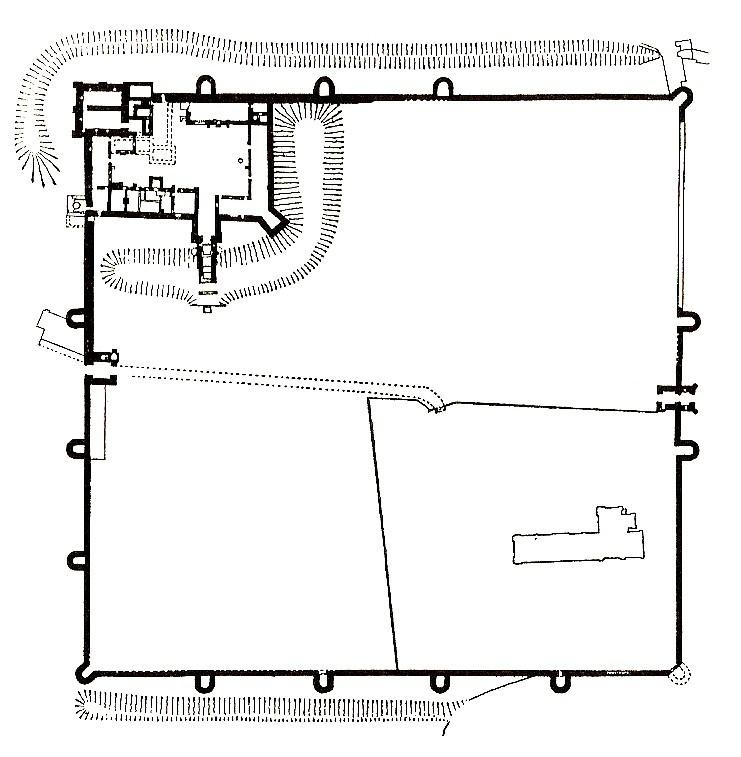
Grundriss von Portchester Castle

König Johann Ohneland weilte oft in Portchester Castle und war auch dort, als er 1204 vom Verlust der Normandie hörte. Der Forest of Bere lag in der Nähe und machte Portchester Castle zu einem beliebten Erholungsort für den König. Von Portchester aus begaben sich auch englischen Truppen nach Frankreich, als Johann Ohneland 1205 und 1213 versuchte, die Normandie von Philipp Augustus, dem König von Frankreich, zurückzuerobern. Johanns Reisen nach Frankreich endeten in einer Niederlage. Nachdem Johann die Magna Carta 1215 unterzeichnet hatte, wandte er sich an den Papst mit der Bitte um Annullierung. Als Folge davon wurden seine Gegner im September exkommuniziert. Da belagerte er Rochester Castle und die Rebellen wandten sich an Frankreich um Hilfe. Die Barone boten Prinz Ludwig, dem ältesten Sohn des französischen Königs, den englischen Thron an. Ludwigs Angriff war anfangs erfolgreich und er nahm London und Winchester ein, bevor Portchester Castle sich im Juni 1216 seinen Truppen ergab. Johann Ohneland starb am 19. Oktober 1216 und neun Tage später wurde sein ältester Sohn zum König Heinrich III. gekrönt. Ludwigs Kriegsglück wendete sich und die Engländer eroberten Portchester Castle im Frühjahr 1217 zurück. In der Folge bestand ein Patt zwischen Heinrich III. und Ludwig bis zum englischen Sieg in der Schlacht von Lincoln am 20. Mai 1217. Nach Kappung seiner Versorgungslinien nach Frankreich im August 1217 war Ludwig gezwungen, England zu verlassen. Heinrich bemühte sich und die Rückeroberung der Normandie, die sein Vorgänger verloren hatte, bis die Verhältnisse in England ihn 1259 zur Abdankung zwangen. Von Portchester Castle aus zogen in dieser Zeit häufig militärische Expeditionen nach Frankreich.
Den größten Teil dieses Jahrhunderts über achtete man wenig auf die Befestigungen der Burg, aber gegen Ende des Jahrhunderts baute man einen hölzernen Turm, um den Ostteil der römischen Mauer zu verstärken. Während der Regentschaft von Eduard II. (1307–1327) befürchtete man eine weitere französische Invasion und verlegte eine Garnison auf Portchester Castle. Zwischen 1320 und 1326 investierte die Krone mehr als £ 1100 in die Reparatur und den Ausbau von Portchester Castle. Die Gebäude der Kernburg wurden umgebaut und das äußere Torhaus erweitert. Trotz der teuren Arbeiten, die Eduard II. angeordnet hatte, ergab eine Beurteilung aus dem Jahre 1335, dass viele Gebäude auf der Burg in ruinösem Zustand seien und die Südmauer des römischen Forts von der See beschädigt worden sei. Obwohl er nur selten in Portchester Castle weilte, versammelte Eduard III. im Juni 1346 seine 15.000 Mann starke Armee dort, bevor er einen Angriff auf Frankreich startete, der mit dem Sieg in der Schlacht bei Crécy endete. Weitere Arbeiten wurden in den 1350er und 1360er Jahren durchgeführt; die Wohngebäude in der Burg wurden neu geordnet und die Mauer zum Meer hin repariert. Zwischen 1396 und 1399 entstanden die königlichen Schlafgemächer, die man heute noch – allerdings in ruinösem Zustand – sehen kann. Sie wurden für König Richard II. unter Baumeister ‘’Walter Walton’’ gebaut.
1415 ließ König Heinrich V. Portchester Castle für einen Angriff auf Frankreich vorbereiten, der Teil des Hundertjährigen Krieges zwischen den beiden Ländern war. Während er im Juli in Portchester Castle weilte, wurde ein Komplott zu seinem Sturz, später Southampton Plot genannt, entdeckt. In der Burg ließ er die Verräter einsperren: Richard of Conisburgh, 1. Earl of Cambridge, Henry Scrope, 3. Baron Scrope of Masham, und Sir Thomas Grey. Die drei Männer wurden Anfang August exekutiert.
Im 15. Jahrhundert entwickelte sich die nahegelegene Stadt Portsmouth, etwa 10 km entfernt, zu einem markanten wirtschaftlichen Zentrum und wichtigen Hafen. Sie übernahm von Portchester die Rolle der wichtigen militärischen Einrichtung und Portchester Castle begann, zu verfallen. Eine Beurteilung aus dem Jahre 1441 nennt die Burg „recht ruinös und schwach“. Trotz ihres Zustandes aber wurde die Burg 1445 als Ort für die Landung von Margarete von Anjou, der Gattin Heinrichs VI., gewählt. Die Burg bröckelte weiter vor sich hin, bis in der letzten Dekade des 15. Jahrhunderts Anstrengungen unternommen wurden, die Gebäude der Burg wieder instand zu setzen. Als König Heinrich VIII. mit seiner Königin Anne Boleyn im Oktober 1535 auf die Burg kam, war dies das erste Mal seit über einem Jahrhundert, dass ein regierender Monarch sich dort aufgehalten hatte. Von Oktober 1562 bis Juni 1563 besetzten die Engländer den Hafen von Le Havre an der französischen Nordküste. In dieser Zeit diente die Burg als Militärhospital für Soldaten, die im Konflikt mit Frankreich verletzt wurden. Als sich die Beziehungen zu Spanien verschlechterten, ließ Königin Elisabeth I. Portchester Castle kriegsfertig machen, um einer spanischen Invasion zuvorzukommen. 1603 war die Burg dann in einem geeigneten Zustand, dass die Königin dort Hof halten konnte. Sir Thomas Cornwallis wurde Konstabler und ließ die Gebäude entlang der Ostseite der Kernburg umbauen. Eine königliche Beurteilung von 1609 dokumentiert den verbesserten Zustand der Burg und erwähnt, dass die Gebäude, die Cornwallis umbauen ließ, nun „vier schöne Schlafgemächer im Obergeschoss und ebenso viele Büroräume unten“ enthalten.

## Nutzung als Gefängnis

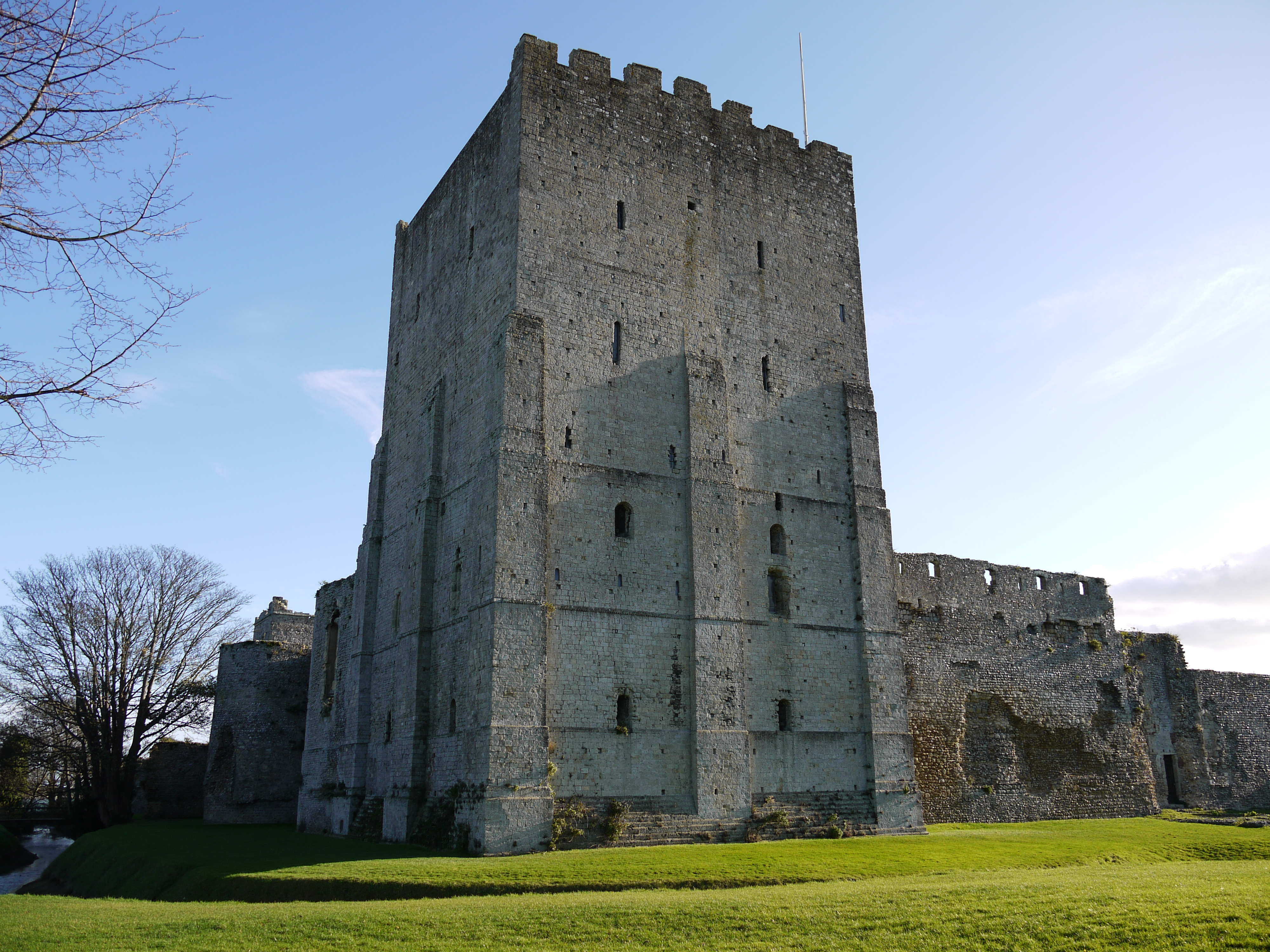
Donjon von Portchester Castle

Die Krone gab die Kontrolle über die Burg auf, als König Karl I. sie 1632 an Sir William Uvedale verkaufte. Seither wurde Portchester Castle unter dessen Nachkommen, der Familie Thistlethwaite, weitergereicht. Die Burg war während des englischen Bürgerkrieges nicht in Kämpfe verwickelt, wenn sie auch 1644 eine kurze Zeit lang eine Garnison von parlamentaristischen Dragonern beherbergte. Eine mögliche Rolle für Burgen damals war die eines Gefängnisses. Ab dem Ende des 17. Jahrhunderts wurde dies die wichtigste Funktion von Portchester Castle. 1665 wurden 500 Kriegsgefangene aus dem englisch-niederländischen Krieg (1665–1667) in der Burg untergebracht. Einige davon lebten in der Kirche in der Vorburg. Sie beschädigten das Gebäude, weil sie Feuer legten. Die Kirche wurde erst 40 Jahre später wieder repariert. Von 1702 bis 1712 pachtete die Krone Portchester Castle von den Uvedales, um dort Gefangene aus dem spanischen Erbfolgekrieg unterzubringen. Die ersten detaillierten Beschreibungen der Haftbedingungen stammen aus der Mitte des 18. Jahrhunderts.
Letztmals wurde die Burg im 19. Jahrhundert als Gefängnis genutzt, und zwar für über 7000 Gefangene aus den Napoleonischen Kriegen. An der Hospital Lane (früher: Seagates Lane), die an der Westseite der Burg entlangführt, stand das Gefängniskrankenhaus, das heute unter dem Namen ‘’Portchester House’’ ein privates Wohnhaus ist. Verstorbene Gefangene wurden häufig auf den Wattflächen südlich der Burg beerdigt, sodass ihre Überreste bei gelegentlichen Stürmen weggeschwemmt wurden.

## Heute
Heute dient Portchester Castle vornehmlich Freizeitaktivitäten: In der Kernburg gibt es Ausstellungen. Die Burg ist ein beliebtes Ziel für Schulausflüge, während der Strand bei Flut von Anglern genutzt wird, die nach Flundern und Barschen fischen.

## Örtliche Legenden
Eine örtliche Legende besagt, dass Pontius Pilatus im Alter in einer Galeere hierher gebracht wurde, um eine letzte Zuflucht zu finden.